# Avicularia aurantiaca
Avicularia aurantiaca là một loài nhện trong họ Theraphosidae và thuộc chi Avicularia.

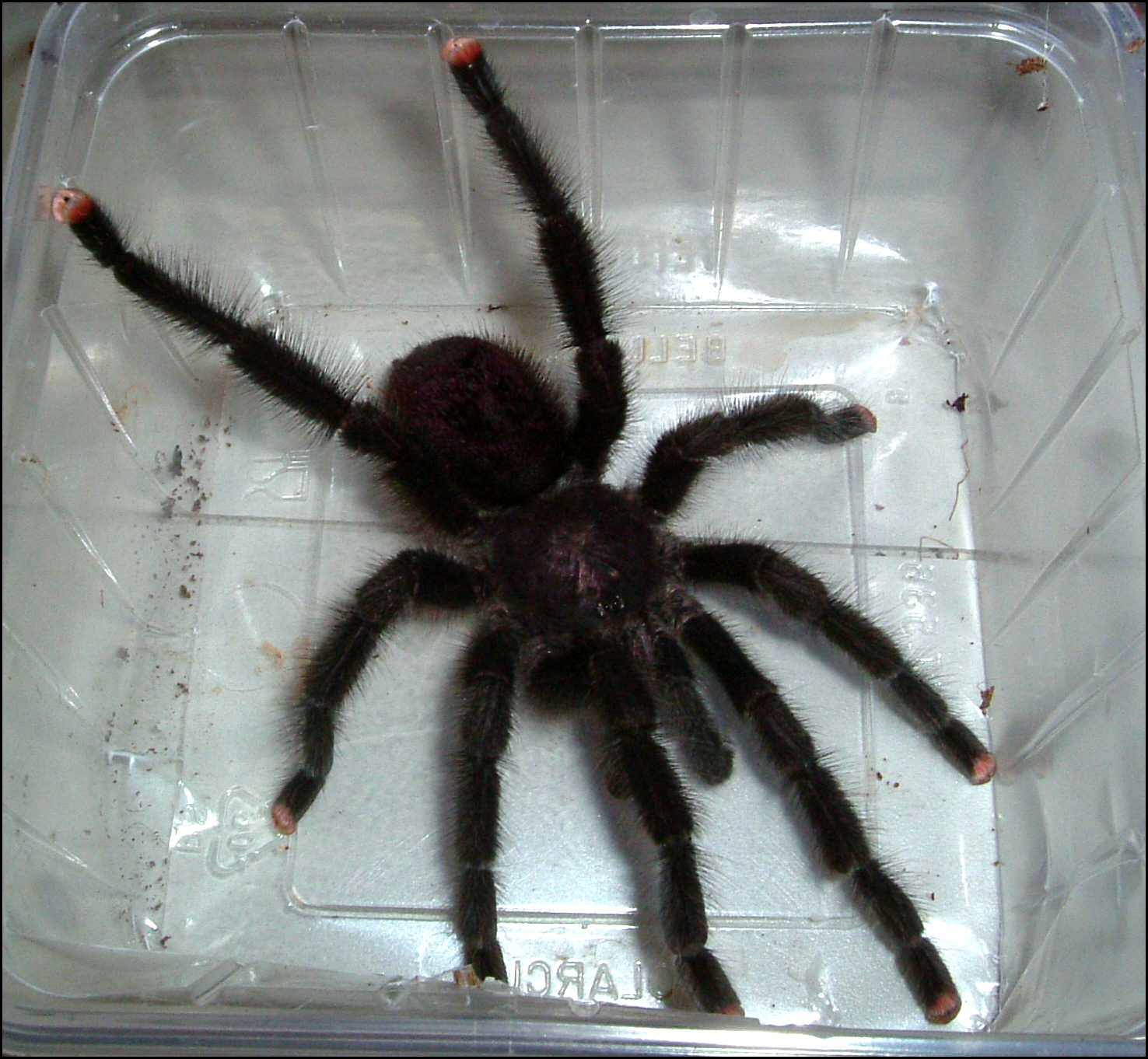
Volwassen mannetje